# Săseni
Săseni è un comune della Moldavia situato nel distretto di Călărași di 2.315 abitanti al censimento del 2004.

## Località
Il comune è formato dall'insieme delle seguenti località (popolazione 2004):
- Săseni (1.758 abitanti)
- Bahu (557 abitanti)